# Okres Bochnia
Okres Bochnia (polsky Powiat bocheński) je okres v polském Malopolském vojvodství. Rozlohu má 649,28 km² a v roce 2020 zde žilo 106 947 obyvatel. Sídlem správy okresu a největším městem je Bochnia.

## Gminy

#### Městské
- Bochnia

#### Městsko-vesnické
- Nowy Wiśnicz

#### Vesnické
- Bochnia
- Drwinia
- Lipnica Murowana
- Łapanów
- Rzezawa
- Trzciana
- Żegocina

## Města
- Bochnia
- Nowy Wiśnicz

## Demografie
Ve městech žije 32,22% obyvatel okresu, na vsích 67,78%.

## Sousední okresy
| Růžice kompasu | Krakov    | Proszowice    |         | Růžice kompasu |
| Růžice kompasu | Wieliczka | Sever         | Brzesko | Růžice kompasu |
| Růžice kompasu | Wieliczka | Okres Bochnia | Brzesko | Růžice kompasu |
| Růžice kompasu | Wieliczka | Jih           | Brzesko | Růžice kompasu |
| Růžice kompasu | Myślenice | Limanowa      |         | Růžice kompasu |